# Atletica leggera ai Giochi della III Olimpiade - 400 metri ostacoli
La gara dei 400 metri ostacoli dei Giochi della III Olimpiade si tenne il 31 agosto 1904 al Francis Field della Washington University di Saint Louis.

## La gara
La specialità non è praticata negli Stati Uniti (comparirà nel programma dei campionati nazionali solo a partire dal 1914), dove si disputano invece le 220 iarde. I giudici fissano l'altezza delle barriere a 2 piedi e 6 pollici (76,2 cm), come nelle 220 iarde. Invece il regolamento del CIO prevede che sui 400 ostacoli le barriere debbano essere alte 3 piedi (91,4 cm). I tempi ottenuti non sono pertanto omologabili.
Harry Hillman, che due giorni prima ha vinto l'oro sulla distanza piana, parte molto convinto dei propri mezzi. Quando è largamente in testa incoccia nell'ottavo ostacolo e perde quasi tutto il suo vantaggio. Frank Waller gli è molto vicino. Hillman spinge forte fino alla fine e, nonostante urti anche l'ultimo ostacolo riesce a prevalere di due metri sull'avversario.

George Poage, terzo classificato, è forse il primo atleta afroamericano a vincere una medaglia olimpica in tutti gli sport (primato conteso con il connazionale Joseph Stadler).

## Risultati
Non vi furono eliminatorie, si disputò direttamente la finale.
| Pos.    | Atleta         | Nazione     | Età | Tempo        |
| ------- | -------------- | ----------- | --- | ------------ |
| Oro     | Harry Hillman  | Stati Uniti | 23  | 53"0         |
| Argento | Frank Waller   | Stati Uniti | 20  | 53"2         |
| Bronzo  | George Poage   | Stati Uniti | 24  | "a 30 iarde" |
| 4       | George Varnell | Stati Uniti | 22  | n/d          |

La doppietta sui 400 metri (distanza piana + ostacoli) non verrà più ripetuta nel corso del XX secolo.